# Roßfeldhöhenringstraße
Die Roßfeldhöhenringstraße (heute offiziell: „Rossfeldpanoramastraße“) ist eine ganzjährig geöffnete, mautpflichtige Alpenstraße in der Rechtsform einer Bundesprivatstraße in den Berchtesgadener Alpen im Landkreis Berchtesgadener Land, Bayern (Deutschland).
Die mautpflichtige Straße führt über das Roßfeld, einen nördlichen Ausläufer des Gölls. Das Roßfeld befindet sich zwischen dem Salzachtal im Osten und dem von Berchtesgaden nach Marktschellenberg ziehenden Schellenberger Tal im Westen. Im Süden wird das Roßfeld vom Hohen Göll (2522 m) überragt, im Norden schließt sich der Zinken an. Die Panorama-Ringstraße ist etwa 16 km lang, die größte Steigung beträgt 13 %. Mit maximal 1570 m ü. NN stellt sie die höchste durchgehende Straße Deutschlands dar. Die Scheitelstrecke verläuft teils auf österreichischem Staatsgebiet.

## Geographie

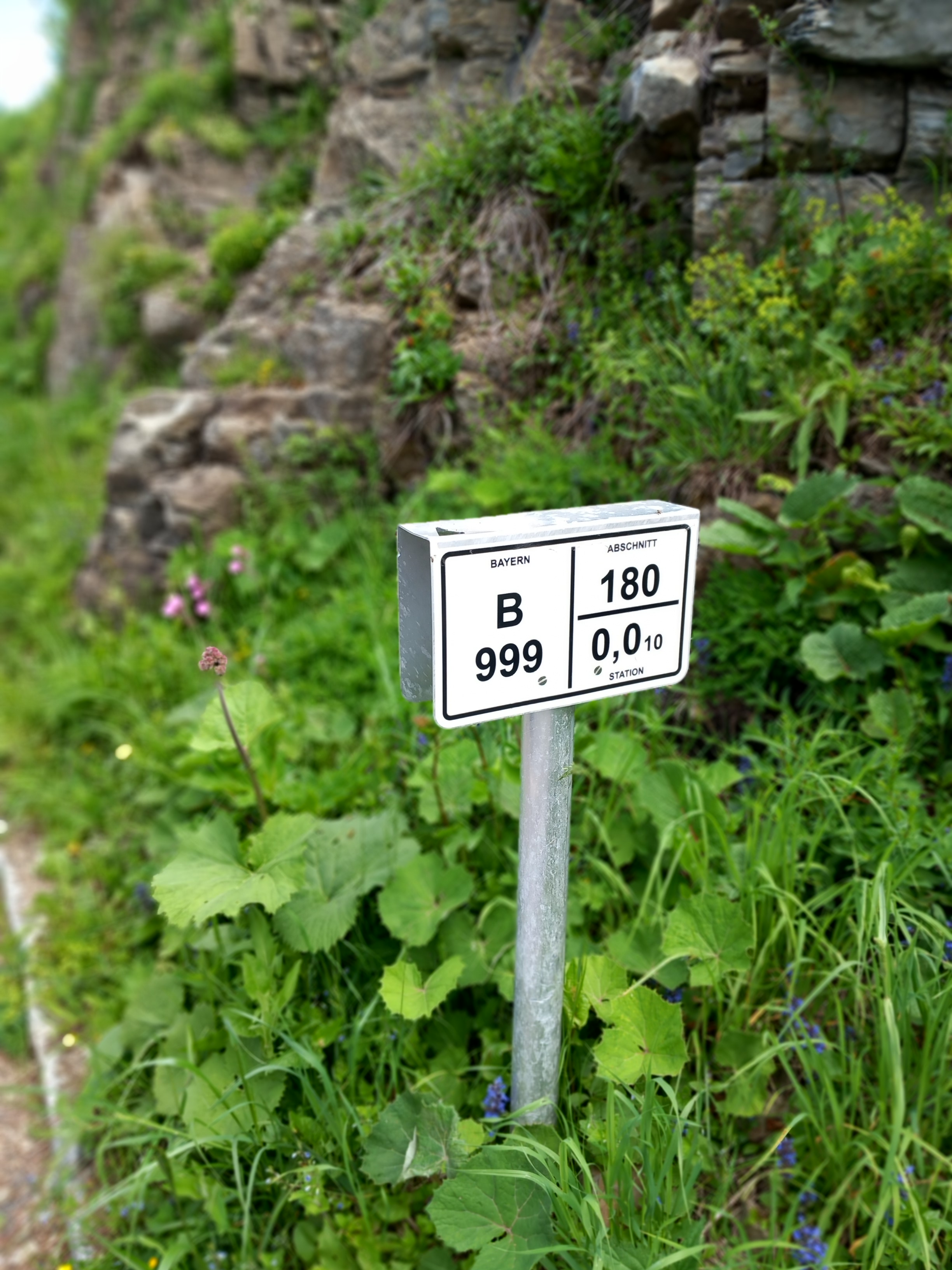
Stationstafel mit der Bezeichnung B 999

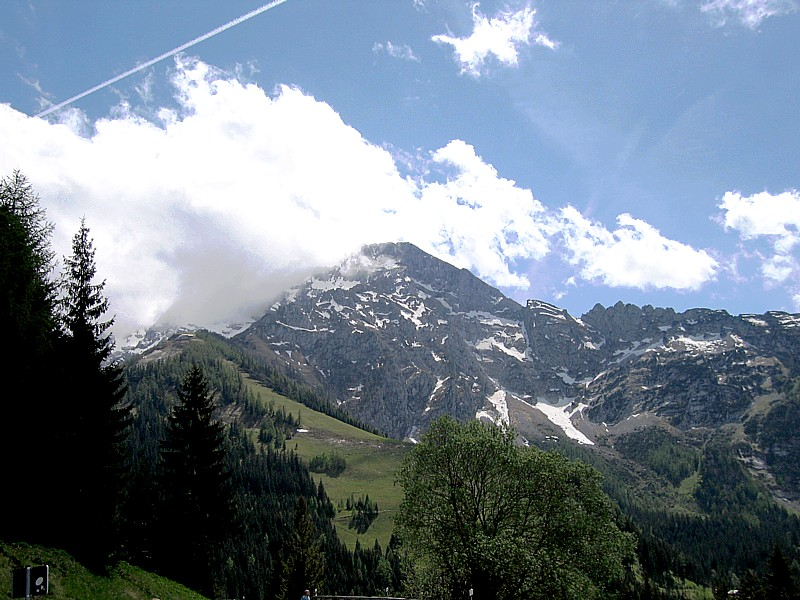
Der Hohe Göll von der Roßfeldhöhenringstraße betrachtet

Der mautpflichtige Teil der Roßfeldhöhenringstraße (verwaltungsintern und auf den Stationstafeln B 999) unterteilt sich in Südauffahrt (auch Purtschellerstraße), Scheitelstrecke und Nordauffahrt:
- Die Südauffahrt führt von der Klaushöhe in Obersalzberg über die Mautstelle Süd zum Ofnerboden, am Eckersattel vorbei an der Enzianhütte und der Unteren Ahornalm hinauf zur Oberen Ahornalm und weiter zum Parkplatz zu Füßen des Ahornbüchsenkopfs (1604 m), der höchsten Erhebung des Roßfelds. Die erste sehr scharfe Rechtskehre zwischen Unterer und Oberer Ahornalm wird nach einem deutschen Rallyefahrer Regerkurve genannt. Unmittelbar danach weist die Roßfeldhöhenringstraße ihre größte Steigung auf.
- Die Scheitelstrecke verbindet fast eben die Süd- und Nordauffahrt zwischen den Parkplätzen am Ahornbüchsenkopf und am Hennenköpfl. Sie verläuft dabei östlich des Hennenkamms, der die beiden Gipfel miteinander verbindet und die Staatsgrenze markiert, und damit auf etwa 1,5 km Länge auf österreichischer Seite.
- Die Nordauffahrt beginnt in der Oberau in Höhe Wildmoos, führt über die Ortsteile Gmerk, Dora, Heißbäck, Madlerlehen und Pechhäusl zur Mautstelle Nord und von dort über die Roßfeldalm hinauf zum Parkplatz am Hennenköpfl. Wenige Gehminuten von dort befindet sich der Aussichtspunkt am Roßfeldkreuz unmittelbar oberhalb der Skilifte.

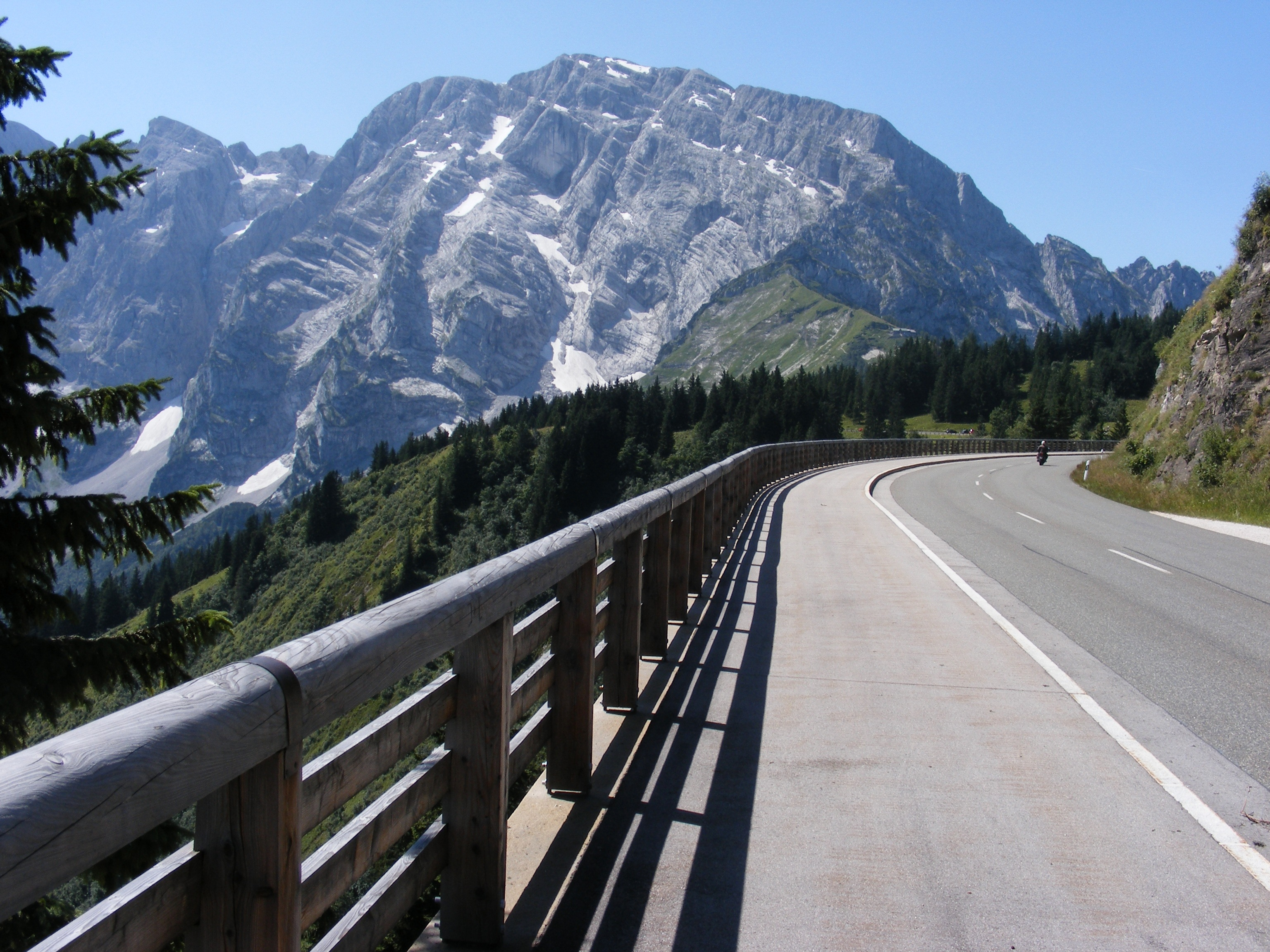
Scheitelstrecke mit Blick auf das Göll-Massiv

Die Kreisstraße BGL 9 bis Oberau und von dort ein Teilstück der Bundesstraße 319 bis zur Klaushöhe in Obersalzberg, wo die Südauffahrt beginnt, schließen den Ring von der Nordauffahrt abwärts.

Die Zufahrt zur Südauffahrt erfolgt von Berchtesgaden über die B 319 (max. Steigung 26 %). Die Nordauffahrt wird von der Unterau (an der B 305 zwischen Berchtesgaden und Marktschellenberg) aus erreicht. Von dort führt die B 319 hinauf in die Oberau, wo sich die Kreisstraße BGL 9 (Roßfeldstraße) anschließt. Von Hallein wird die Nordauffahrt über den Ortsteil Bad Dürrnberg (Bad Dürrnberger Landesstraße) und nach dem Grenzübertritt über die Gemeindestraße Wildmoos erreicht.

## Geschichte
Die Roßfeldhöhenringstraße wurde während der Zeit des Nationalsozialismus als Teil einer Variante des östlichen Abschlusses der Deutschen Alpenstraße geplant. Die Alpenstraße sollte in der Strecke Unterau–Oberau–Roßfeld–Obersalzberg–Hinterbrand–Königssee ihren grandiosen Abschluss finden.
Gleichzeitig mit der Kehlsteinstraße begann 1938 an der Roßfeldstraße der Bau des Teilstücks Oberau–Gmerk–Pechhäusl bis vor die heutige Mautstelle Nord. In den Kriegsjahren wurde das Werk fast vollendet; nur 800 Meter trennten die von Oberau und Obersalzberg her gebauten Straßen am Kamm des Rossfelds. Auf Initiative des damaligen Landrats Karl Theodor Jacob übernahm das Bundesverkehrsministerium den Zusammenschluss der beiden Teilstrecken inklusive der Vollendung mehrerer Kilometer Rohbaustrecke in den Jahren 1953 bis 1955 und gab dafür 3.173.000 DM aus. Weil die Straße jedoch keine überörtliche Bedeutung besaß und eine Beteiligung des Bundes dadurch eigentlich ausgeschlossen war, wurde die „Bundes-Privatstraße“ erfunden. Die Erhebung von Mautgebühren sollte die Ausgaben rechtfertigen und nachträglich abdecken.
Mit der Republik Österreich wurde ein Staatsvertrag geschlossen, da die Scheitelstrecke auf österreichischer Seite liegt. Nach dem Vertrag gestattete Österreich der Bundesrepublik Deutschland die Benutzung und Erhaltung des Straßenteils auf österreichischem Staatsgebiet. Außerdem enthält der Vertrag unter anderem Regelungen zum Straßenbau-, Straßenverkehrs- und Haftungsrecht. Für die auf österreichischem Hoheitsgebiet liegenden Straßengrundstücke ist die Bundesrepublik Deutschland privatrechtlich als Eigentümer im Grundbuch beim Bezirksgericht Hallein eingetragen.
Seit der Fertigstellung kann die Bundesprivatstraße gegen Gebühr mit privaten Kraftfahrzeugen befahren werden. Es werden (Stand 2025) für PKW 9,50 Euro, für Motorräder 6 Euro und für Busse 60 Euro erhoben. Außerdem verkehrt auf der Aussichtsstraße eine Buslinie der RVO GmbH.
Das Teilstück Hinterbrand–Königssee der ehemals als Abschluss der Alpenstraße über Berchtesgaden geplanten Schleife wurde im Gegensatz zum Abschnitt der Rossfeldstraße nicht mehr vollendet. Der ausgebaute Abschnitt (jetzt Kreisstraße BGL 19, bis in die 1990er Jahre Teil der B 319) endet am Parkplatz Hinterbrand. Die bis in die 1980er-Jahre nur provisorisch verbundene Lücke an der Zaunerbrücke im Abschnitt Obersalzberg–Scharitzkehl wurde in einer – stärker als ursprünglich geplant gekrümmten – Kurve um die halb fertiggestellte Brücke herumgeführt.
Die heutige Bezeichnung lautet Roßfeldpanoramastraße, nach der Rechtschreibreform wird auch Rossfeld geschrieben, obwohl geografische Bezeichnungen ausgenommen wurden.

## Aussicht

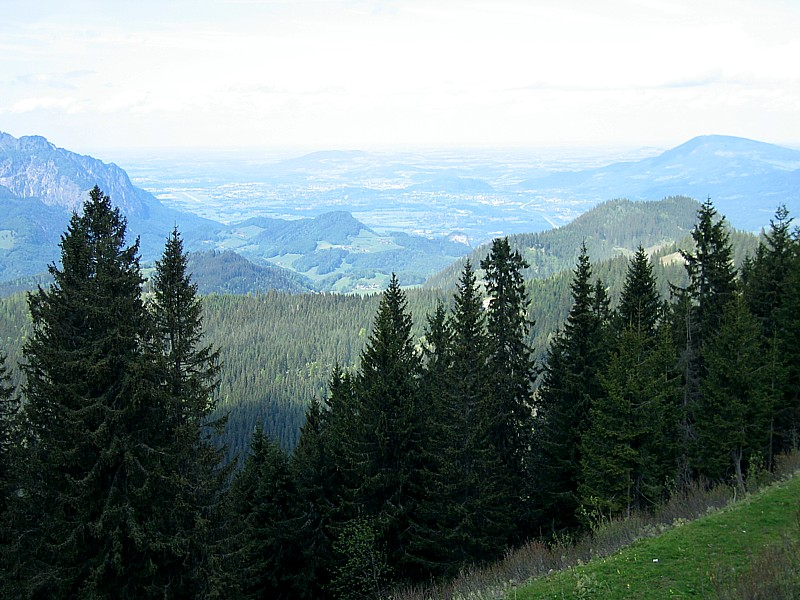
Blick in Richtung Salzburg

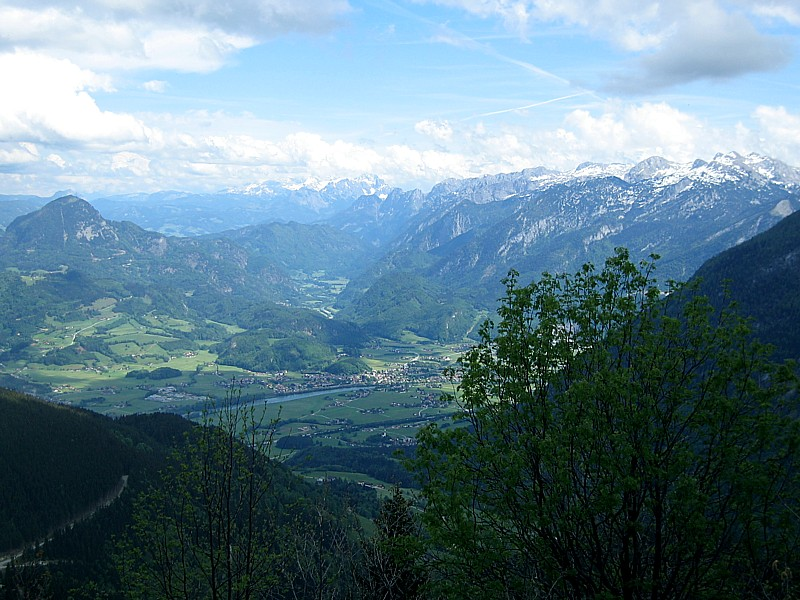
Golling an der Salzach, im Hintergrund Dachstein und Tennengebirge

Von der Roßfeldhöhenringstraße bietet sich gute Sicht ins benachbarte Österreich: Nach Norden fällt der Blick über Hallein bis nach Salzburg und nach Osten über das Tal der Salzach zu den Bergen des Salzkammerguts (bis 1782 m) mit der Osterhorngruppe und zum Tennengebirge (bis 2430 m), im Südosten ist das Dachsteingebirge (bis 2995 m) zu sehen.
Auf deutscher Seite ist nach Süden der nahe Hohe Göll (2522 m; deutsch-österreichischer Grenzberg) zu sehen. Nach Südwesten fallen dem Betrachter der Kehlstein (1881 m) und als dessen nördlich vorgelagerter Ausläufer, der Obersalzberg, das zentrale Massiv der Berchtesgadener Alpen, der Watzmann (2713 m) sowie Hochkalter (2607 m) und Reiter Alpe auf. Nach Westen reicht der Blick über das Tal der Berchtesgadener Ache, in dem in einem Talkessel der Markt Berchtesgaden zu sehen ist, zum Lattengebirge (bis 1738 m). Im Nordwesten ist das Massiv des Untersbergs mit dem Berchtesgadener Hochthron (1973 m) zu erkennen.
An der Südauffahrt befindet sich oberhalb der Unteren Ahornalm unmittelbar vor der Regerkurve eine Ausweiche mit schöner Aussicht. Ein weiterer, sehr sonniger Aussichtspunkt befindet sich zwischen dem Beginn der Nordauffahrt und Gmerk an der so genannten Leiten.
Seit etwa 2015 kann zwischen den oberen Parkplätzen ein etwa 500 Meter langer Lehrpfad begangen werden, an dem auf besondere alpine Pflanzen aufmerksam gemacht wird, Infotafeln informieren über die umliegenden Berge und über das hier in den 1970er Jahren begonnene Roßfeldrennen.

## Sport

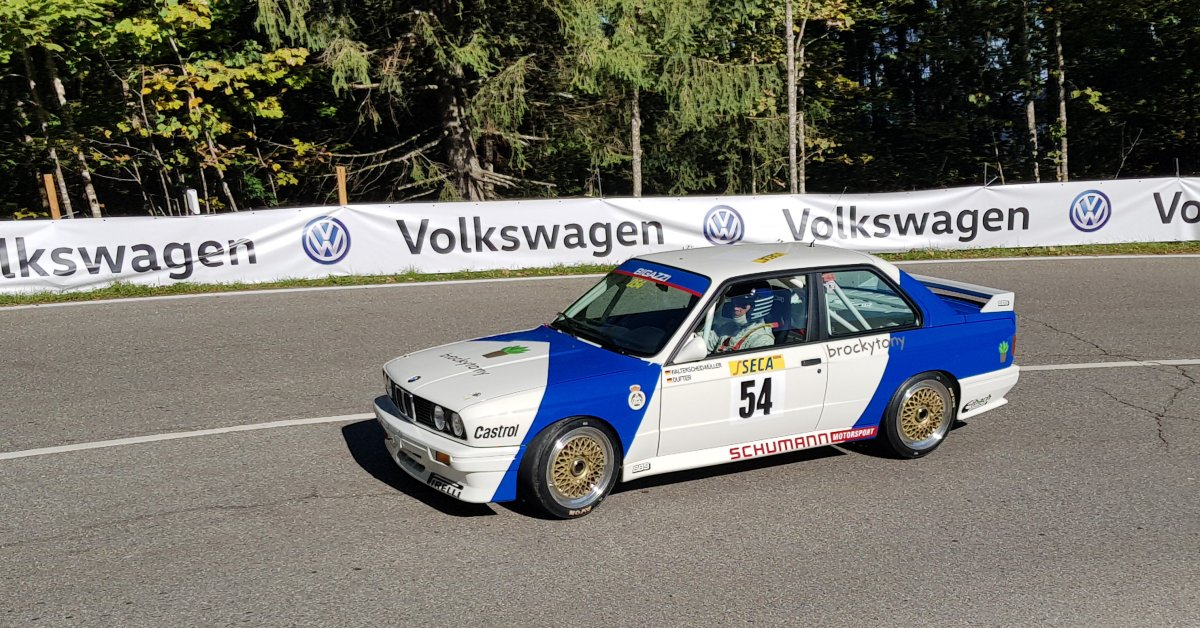
Franz Dufter in einem BMW M3 DTM beim Roßfeldrennen 2018

Im Winter werden auf dem Roßfeld mehrere Skilifte betrieben sowie ein Skipendelbus von Oberau aus zum Roßfeld.
Ab dem Sommer 2005 führte über die Roßfeldhöhenringstraße der Berchtesgadener-Land-Rad-Marathon, der den gesamten Landkreis mit einbezog. Diese Radsportveranstaltung wird hier nicht mehr organisiert.
Früher wurde auf der Roßfeldhöhenringstraße Motorsport betrieben. Legendär sind die Roßfeldrennen, die bis 1970 als Bergrennen auf einem Teilstück der Straße absolviert wurden. Das Bergrennen Rossfeld 1965 war sogar der elfte Wertungslauf zur Sportwagen-Weltmeisterschaft 1965. Der Automobilclub von Deutschland (AvD) stellte sein Engagement am Roßfeld nach 1973 ein; dabei dürfte auch die Gefährlichkeit der Strecke mitgespielt haben, nachdem der Rennfahrer Ludovico Scarfiotti (1933–1968) bei einem Trainingslauf ums Leben gekommen war und 1973 bei einem Unfall ein Zuschauer ums Leben kam. Die Tradition wurde in den 2010er Jahren wiederbelebt und nun mit Oldtimern fortgesetzt (Roßfeld Historics, Internationaler Edelweiß Bergpreis Roßfeld Berchtesgaden).

## Film und Fernsehen
Die Roßfeldstraße wird gern als Filmkulisse genutzt, auch wenn die Handlung gar nicht in Berchtesgaden spielt. Unter anderem wurden Szenen für Meine Lieder – meine Träume, Irgendwie und Sowieso, Indiana Jones und der letzte Kreuzzug, Vincent will Meer, Die Jagd nach dem Bernsteinzimmer und Vaterfreuden dort gedreht.